# Shojo Toshi
Shojo Toshi (japoneză 少女都市), cunoscut și ca Girl City, este cel de-al doilea album de studio al cântăreței și producătoarei japoneze Tujiko Noriko, lansat în 2000 la casa de discuri Mego.

## Lista pieselor
Toate piesele scrise de către Tujiko Noriko. 
| 1.  | „Endless End”      | 3:05 |
| 2.  | „White Film”       | 3:38 |
| 3.  | „Bebe”             | 7:43 |
| 4.  | „Marble Waltz”     | 4:28 |
| 5.  | „Machi No Kakera”  | 4:30 |
| 6.  | „Tokyo”            | 4:34 |
| 7.  | „Girl Meets Boy”   | 5:35 |
| 8.  | „Differencia”      | 6:55 |
| 9.  | „Mannequin Surfer” | 6:06 |
| 10. | „Porsche”          | 4:48 |

Cântecul întitulat „Tokyo” se găsește și în albumul From Tokyo to Naiagara, dar aici are o altă compoziție.

## Relansare
Tujiko Noriko a relansat albumul Shojo Toshi sub numele Shojo Toshi+. Departe de listă originală a pieselor, artista a inclus câteva compoziții din alte albume și o versiune live.

### Lista pieselor
Toate piesele scrise de către Tujiko Noriko. 
| 1.  | „Endless End”                                | 3:05 |
| 2.  | „White Film”                                 | 3:38 |
| 3.  | „Bebe”                                       | 7:43 |
| 4.  | „Marble Waltz”                               | 4:28 |
| 5.  | „Machi No Kakera”                            | 4:30 |
| 6.  | „Tokyo”                                      | 4:34 |
| 7.  | „Girl Meets Boy”                             | 5:35 |
| 8.  | „Differencia”                                | 6:55 |
| 9.  | „Mannequin Surfer”                           | 6:06 |
| 10. | „Porsche”                                    | 4:48 |
| 11. | „Anti Newton”                                | 4:14 |
| 12. | „Pop Skirt”                                  | 4:17 |
| 13. | „I Love You”                                 | 2:20 |
| 14. | „A's Travelling”                             | 4:21 |
| 15. | „Robot Hero (live din Rhiz, 23 august 2001)” | 5:13 |

În ciuda faptului că piesele „Pop Skirt” și „Pop Na Skirt” din albumul Keshou To Heitai au titlurile diferite, ele au aceeași compoziție. Cântecele intitulate „Tokyo” din Shojo Toshi și From Tokyo to Naiagara sunt diferite.